# كلوديا وينكلمان
كلوديا آن وينكلمان (بالإنجليزية: Claudia Winkleman)‏ (ولدت في 15 يناير 1972) مذيعة تلفزيونية إنجليزية، عارضة أزياء، وناقد سينمائي، وشخصية إذاعية، وصحفية معروفة بعملها مع هيئة الإذاعة البريطانية.
تم ترشيح وينكلمان ثلاث مرات لجائزة الأكاديمية البريطانية للتلفزيون لأفضل أداء ترفيهي عن عملها في Strictly Come Dancing. كما حصلت على ترشيحها الرابع لجائزة البافتا والفوز الأول عن عملها في برنامج الواقع The Traitors.

## روابط خارجية
- كلوديا وينكلمان على موقع IMDb (الإنجليزية)
- كلوديا وينكلمان على موقع ميوزك برينز (الإنجليزية)
- كلوديا وينكلمان على موقع قاعدة بيانات الفيلم (الإنجليزية)
- كلوديا وينكلمان على موقع كينوبويسك (الروسية)